# HD 49674
HD 49674 (Eigenname: Nervia) ist ein 144 Lichtjahre von der Erde entfernter Gelber Zwerg im Sternbild Auriga. Er besitzt eine scheinbare visuelle Helligkeit von 8,1 mag.
Im Jahre 2002 entdeckte Paul Butler einen extrasolaren Planeten, der diesen Stern umkreist. Dieser trägt den Namen HD 49674 b (Eigenname: Eburonia).